# Calotes bachae
Calotes bachae (лат.) — вид крупных ящериц из семейства агамовых (Agamidae). Описан с территории Вьетнама; МСОП отмечает также возможность присутствия вида в Камбодже и Лаосе. Во Вьетнаме встречается на открытых участках национального парка Донгнай (Каттьен), в густых тропических лесах национального парка Бу-Гиа-Мап и в парках в центре города Хошимин. 

## История открытия
Ранее популяции Calotes bachae относили к внешне схожему усатому калоту (Calotes mystaceus), который обитает в Мьянме и Таиланде. Генетический анализ и исследование морфологических признаков позволили Хартманну и соавторам (2013) выделить этих ящериц в отдельный вид. Видовое название дано в честь Райка Баха (англ. Rike Bach) в благодарность за поддержку одного из авторов описания, Питера Гейсслера (англ. Peter Geissler), во время экспедиций в Индокитай.

## Охранный статус
Международный союз охраны природы помещает вид в категорию «Вызывающие наименьшие опасения» из-за его широкого распространения, которое может быть шире, чем предполагается, адаптируемости к изменениям среды обитания и из-за отсутствия серьёзных угроз.